# The Daily Signal
The Daily Signal es un sitio web conservador estadounidense de noticias sobre medios políticos fundado en junio de 2014. La publicación se centra en la política, la economía y la cultura, y ofrece comentarios políticos desde una perspectiva conservadora. El sitio es publicado por el think tank conservador Fundación Heritage.

## Descripción general
The Daily Signal es una publicación de noticias solo digital creada por el think tank conservador estadounidense Fundación Heritage, con sede en Washington D. C..
La publicación informa sobre la política estadounidense, cuestiones extranjeras y nacionales, con un enfoque en historias sobre las cuales los medios de comunicación de masas no han informado debidamente.
El sitio web se basa en informes de investigación originales e inicialmente pretendía ser una fuente de noticias imparcial, pero actualmente es pro-conservador en su contenido. Fue creado como un intento de remediar lo que la organización vio como una falta de informes originales sobre cuestiones de política pública por parte de publicaciones con escasez de personal.
The Daily Signal también incluye una sección de opinión dirigida a los lectores que presenta comentarios conservadores y se mantiene separada de la sección de noticias.
El sitio también publica historias de entretenimiento y deporte.
En 2014, la publicación tenía una plantilla de 12 personas y contaba con periodistas de investigación independientes. El editor en jefe es Robert Bluey, ex-editor de la revista Human Events y reportero del servicio de noticias Cybercast. Otra persona clave es Katrina Trinko, una ex-reportera política de la revista National Review, que es la editora gerente.
The Daily Signal está financiado en su totalidad por la Fundación Heritage. El presupuesto anual inicial de la publicación fue de 1 millón de dólares estadounidenses.

## Historia
Antes de iniciar The Daily Signal, la Fundación Heritage publicó otras dos publicaciones digitales: The Foundry, un blog y Townhall.com, un sitio de noticias y opinión. Townhall.com fue adquirido por Salem Communications en 2005, mientras que The Foundry se eliminó después de la llegada de The Daily Signal.
The Daily Signal fue anunciado por la Fundación Heritage en mayo de 2014. Se contrató a la empresa Atlantic Media Strategy, para diseñar el sitio específicamente para teléfonos móviles y tabletas.
Kelly McBride, especialista en ética de los medios de Poynter, comentó que The Daily Signal nunca podría ser creíble para los lectores liberales, pero podría llegar a una audiencia indecisa, siempre que la publicación elimine la agenda política y publique trabajos de calidad de periodistas capacitados.
El sitio se lanzó oficialmente en junio de 2014. Las historias de debut incluyeron una entrevista con el gobernador de Kansas, Sam Brownback, sobre los efectos de la ley federal de asistencia sanitaria en su estado, y un relato de un viaje reciente a la zona desmilitarizada de Corea, la DMZ, por parte de Jim DeMint, el presidente de la Fundación Heritage.
En septiembre de 2014, la entrevista de Sharyl Attkisson con el exsubsecretario adjunto de Estado Raymond Maxwell, fue registrada por varios medios de comunicación, entre ellos: Fox News, CBS, Slate y New York Daily News.